# Matavera FC
Matavera FC ist eine Fußballmannschaft von den Cookinseln. Sie ist in Matavera auf der Hauptinsel Rarotonga zuhause und spielt in der höchsten Spielklasse der Cookinseln, der Cook Islands Round Cup. Bisher konnte einmal der Nationale Pokal gewonnen werden.

## Erfolge
- Cook Islands Cup: 1

1980